# Санта-Лусия (приток Параны)
Санта-Лусия (исп. Río Santa Lucía) — река на северо-востоке Аргентины в провинции Корриентес. Приток реки Парана. Площадь бассейна — 6200 км² (по другим данным — 6931 км²). Длина реки — 190 км.
Начало берёт в болотах Санта-Лусия, расположенных в центральной и центрально-северной части провинции Корриентес, Аргентина и течёт на юго-запад мимо городов Сан-Роке и Санта-Люсия, затем до Гойи, где впадает в Парану.
На последнем участке река служит географической границей между городами Лавалье и Гойя.
Среднегодовое количество осадков в бассейне реки — 1100—1200 мм. Климат бассейна — субтропический, среднегодовая температура — 21 °С. Ландшафты представлены болотами и лесами. Среднемесячный расход воды меняется от 41,4 м³/с в январе до 144 м³/с в апреле, среднегодовой равен 78,96 м³/с.
Ранее носила название Мепенес (на языке гуарани- Не проходная). Впервые упоминается в 1528 году в хрониках Луиса Рамиреса, участника экспедиции Себастьяна Кабота.